# Bruno Leoni
Bruno Leoni, född 26 april 1913 i Ancona, död 21 november 1967 i Turin, var en italiensk filosof, jurist och statsvetare som verkade inom en klassisk liberal tradition.